# Kärnkraft i Finland

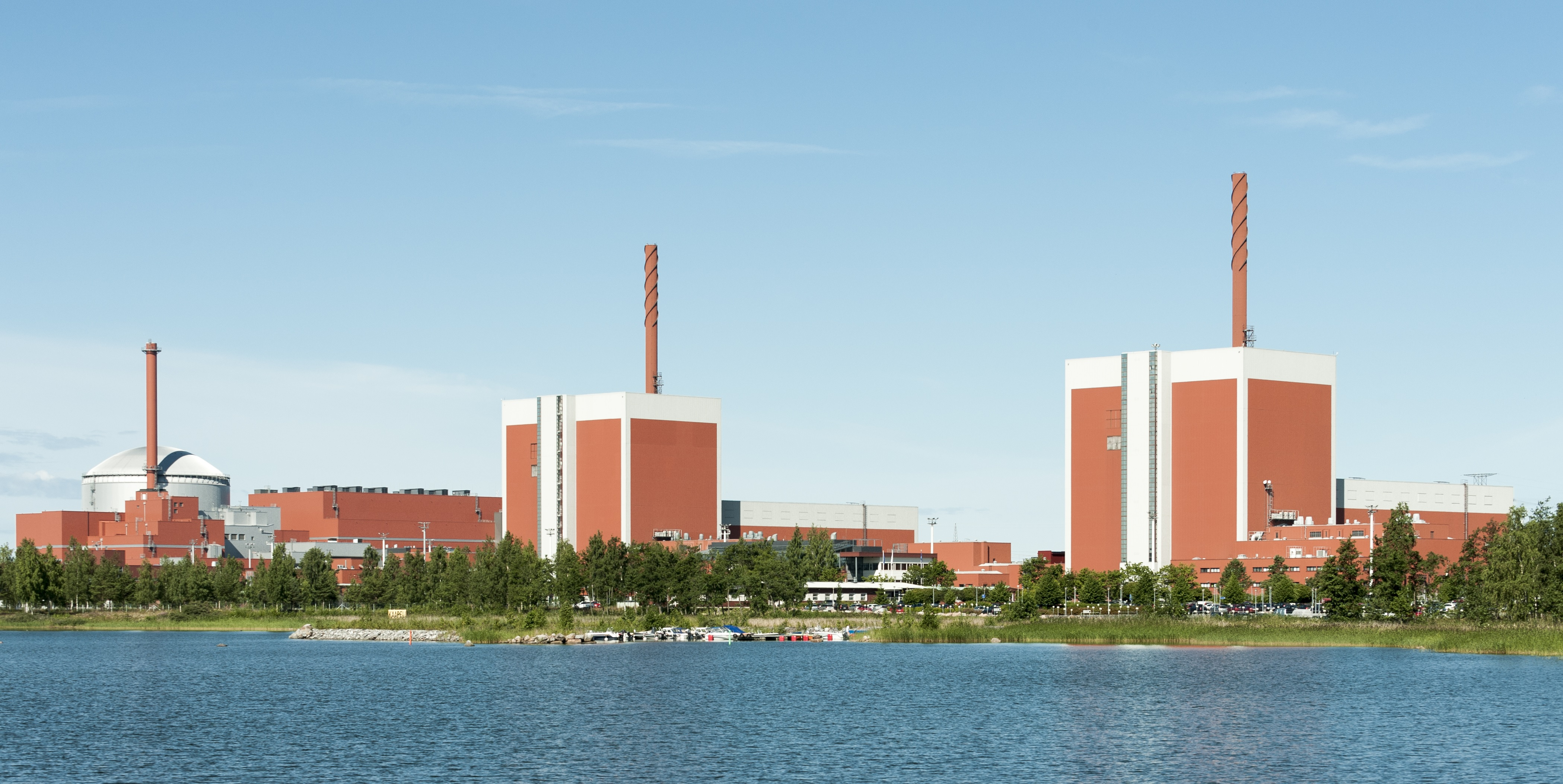
Olkiluoto kärnkraftverk

Finland har 2023 fem kärnreaktorer i drift vid två kärnkraftverk. Precis som de svenska är alla kustförlagda och är kondenskraftverk, vilket ger största möjliga elproduktion men ger kylvatten av så låg temperatur att spillvärmen inte kan användas för fjärrvärme. Den första kraftproducerande reaktorn togs i drift 1977.

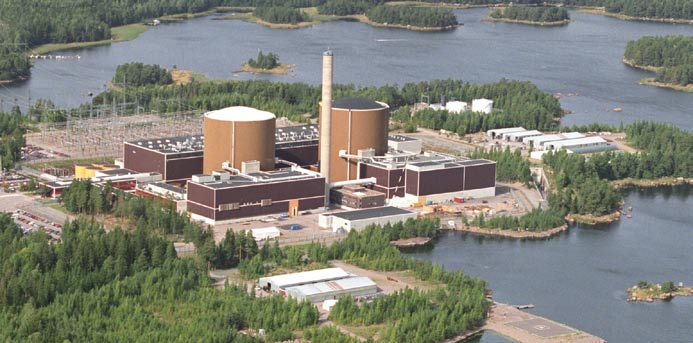
Lovisa kärnkraftverk

År 2017 levererade kärnkraften 33,2 % av Finlands elektricitet. De fyra kraftverken hade 2018 en kumulativ kapacitetsfaktor mellan 88 och 93 % vilket är bland de högsta i världen. 2017 var det globala medelvärdet för kapacitetsfaktor 73%.
Testkörning av den tredje reaktorn i Olkiluoto levererade el till nätet under delar av vintern 2022/2023, mycket lämpligt för att ersätta elimport från Ryssland som upphörde i och med sanktionerna som infördes mot Ryssland i anledning av Rysslands invasion av Ukraina 2022. Kommersiell drift av Olkiluoto-3 startade den 16 april 2023.
Under senare år hade motståndet mot kärnkraft minskat och till och med Gröna förbundet såg kärnkraft som ett acceptabelt alternativ med tanke på klimatkrisen. Erfarenheterna var dock inte alltför rosiga: Olkiluoto-3 blev fjorton år försenad, bygget av Olkiluoto-4 hade aldrig påbörjats och kontraktet om Hanhikivi kärnkraftverk hade sagts upp. På många håll sätter man sitt hopp till små modulära kärnkraftverk.

## Otnäs forskningsreaktor
VTT drev en forskningsreaktor i Otnäs, Esbo. Reaktorn var en TRIGA Mark II byggd på 1960-talet. Den togs i drift 1962 och användes för strålbehandling, forskning, undervisning och isotopproduktion. Reaktorn stängdes ner 2015 och började avvecklas 2023. Det använda bränslet skickades tillbaks till USA.

## Kraftverk i drift

### Lovisa kärnkraftverk
Lovisa kärnkraftverk består av två ryskkonstruerade tryckvattenreaktorer av typen VVER V-213 som startade kommersiell drift maj 1977 respektive januari 1981. Reaktorerna levererades av dåvarande Sovjetunionen, men försågs med inneslutning av iskondensortyp designad av Westinghouse samt instrumentering och processdator från Siemens. Fram till 1996 fördes det använda kärnbränslet till Sovjetunionen/Ryssland för upparbetning och slutförvar.

### Olkiluoto kärnkraftverk
Olkiluoto kärnkraftverk består av reaktorerna OL-1 och OL-2  som startade kommersiell drift 1979 respektive 1982, samt en OL-3 som startade kommersiell drift 2023.
Reaktorerna OL-1 och OL-2 är kokvattenreaktorer, och är snarlika samt byggdes samtidigt med reaktor 1 och 2 vid Forsmarks kärnkraftverk. De är levererade av ABB-Atom.
Den tredje reaktorn (OL-3) är en tryckvattenreaktor av typen EPR med en effekt på 1600 MW, och är levererad av ett konsortium bestående av Areva och Siemens. OL-3 började uppföras 2005 och var avsedd att bli färdig 2009, men kom att drabbas av betydande förseningar. Reaktorn hade sin första anslutning till nät i mars 2022, och startade kommersiell drift i april 2023.

## Planerade kraftverk

### Hanhikivi kraftverk
I oktober 2011 tillkännagav Fennovoima att orten Pyhäjoki i norra Finland valts ut som Finlands tredje plats för lokalisering av kärnkraft, Hanhikivi. År 2013 tecknades ett kontrakt med ryska Rosatom om en leverans av en tryckvattenreaktor AES-2006 av VVER-typ med en elektrisk effekt på 1200 MW. Tidplanen har justerats flera gånger men angavs i december 2018 vara byggstart 2021 och kommersiell drift 2028. Efter Rysslands invasion av Ukraina 2022 sade närings- och energiminister Mika Lintilä att Rosatom inte kan få driva ett kärnkraftverk i Finland. Fennovoima har byggrätt på tomten, men rätten att bygga själva kärnkraftverket har ännu inte beviljats. Det är tänkbart att köpa ut Rosatom och anlita en ny leverantör. Regeringen kommer alltså inte att bevilja något tillstånd för det tänkta ryska kärnkraftverket. Den 2 maj 2022 bekräftade ägaren Fennovoima att man har sagt upp avtalet med ryska Rosatom.

## Elproduktion
Den producerade mängden el från kärnkraft har under lång tid varit stabil, men ökade drastiskt 2023 då Olkiluoto-3 togs i drift.

### Installerad effekt, uppförandetid
| Reaktor     | Typ, Leverantör                  | Nettoeffekt    | Byggstart  | Första anslutning till nät | Start kommersiell drift |
| ----------- | -------------------------------- | -------------- | ---------- | -------------------------- | ----------------------- |
| Lovisa-1    | VVER-440 , PWR, Atomenergoexport | 507 MW         | 1971-05-01 | 1977-02-08                 | 1977-05-09              |
| Lovisa-2    | VVER-440 , PWR, Atomenergoexport | 507 MW         | 1972-08-01 | 1980-11-04                 | 1981-01-05              |
| Olkiluoto-1 | BWR, ASEA-Atom                   | 880 MW         | 1974-02-01 | 1978-09-02                 | 1979-10-10              |
| Olkiluoto-2 | BWR, ASEA-Atom                   | 880 MW         | 1975-11-01 | 1980-02-18                 | 1982-07-10              |
| Olkiluoto-3 | EPR, Areva NP & Siemens AG       | 1 600 MW       | 2005-08-12 | 2022-03-12                 | 2023-04-16              |
| Olkiluoto-4 | Annullerad                       | cirka 1 500 MW |            |                            |                         |
| Hanhikivi-1 | VVER-1200, ursprungligen Rosatom | 1 200 MW       | avbrutet   |                            |                         |

## Kärnavfall

### Historik
Använt kärnbränsle från Lovisa kärnkraftverk skeppades initialt till Sovjetunionen för upparbetning. Omkring 1990, i samband med Glasnost, blev den allvarliga olyckan 1957 vid Majak upparbetningsanläggning känd i västvärlden, vilket bidrog till att detta vägval i kärnbränslecykeln inte längre ansågs som politiskt godtagbart. Den finska kärnenergilagen modifierades 1994 så att allt kärnavfall som producerats i Finland också ska tas om hand i Finland, med direkt deponering av använt kärnbränsle utan föregående upparbetning.

### Onkalo slutförvar
År 2000 utsågs Onkalo i närheten av Olkiluoto som platsen för det kommande slutförvaret, och följande år (2001) godkände riksdagen ett "decision-in-principle" för slutförvarsprojektet. Slutförvaret ska kunna ta emot cirka 6 500 ton använt bränsle från reaktorerna i Olkiluoto och Lovisa. Efter detta utarbetades detaljplaner och en ansökan om tillstånd för uppförande gjordes i december 2013. Denna ansökan innehöll planer för såväl inkapslingsanläggning som själva slutförvaret, samt för olika anläggningar för hantering av avfall från drift samt slutlig rivning av inkapslingsanläggningen. Ansökan godkändes i november 2015, och uppförandet påbörjades 2016. I juni 2018 påbörjades vad som benämns FISST - Full Scale In-Situ System Test 2018–2019, där två fullskaliga slutförvarskapslar, dock utan bränsle men med motsvarande intern värmegenerering, deponeras, försluts och monitoreras under ett års tid.

### Hanhikivi
Det planerade kraftverket Hanhikivi i Pyhäjoki förväntades starta 2028 och skulle förses med ett mellanlager för använt bränsle där bränslet svalnar under några decennier i avvaktan på eventuell upparbetning samt slutlig förvaring. Ett slutförvar avsågs tas i drift 2090. År 2016 gjordes undersökningar för två preliminära platser för slutförvar i Pyhäjoki och Euraåminne, men slutgiltig plats var ännu 2019 ej beslutad. Frågan om upparbetning har diskuterats, då detta enligt riksdagens miljöutskott minskar miljökonsekvenserna under bränslets livscykel, om återanvändningen sköts effektivt, samtidigt som farhågor uttryckts för miljörisker under upparbetningsprocessen. Upparbetning tar till vara klyvbart material från det använda bränslet, och minskar mängden långlivat avfall, men även dessa något mindre avfallsmängder måste slutförvaras under mycket lång tid.
Då Ryssland inledd sin fullskaliga invasion av Ukraina
2022 blev projektet politiskt omöjligt och den 2 maj 2022 meddelade Fennovoima att man sagt upp avtalet med ryska Rosatom. Därmed har projektet förfallit, och därmed också behovet av förvaring av använts kärnbränsle.